# Граф Сусилье
Граф Сусилье — гипогамильтонов граф с 16 вершинами и 27 рёбрами.

## История
Гипогамильтоновы графы первым изучал Сусилье в статье Problèmes plaisants et délectables (1963).
В 1967 Линдгрен построил бесконечную последовательность гипогамильтоновых графов.
Все графы этой последовательности имеют 6k+10 вершин для любого целого k.
Ту же самую последовательность гипогамильтоновых графов независимо построил Сусилье.
В 1973 Вацлав Хватал объяснил в научной статье как можно добавить рёбра к некоторому гипогамильтонову графу для построения нового графа этого вида с тем же порядком вершин и указал Бонди автором этого метода. В качестве иллюстрации он показал, что ко второму графу в последовательности Линдгрена можно добавить два ребра (при этом он последовательность называет последовательностью Сусилье) для построения нового гипогамильтонова графа с 16 вершинами. Этот граф был назван графом Сусилье.